# Orient Express (filme)
Orient Express é um filme de drama romeno de 2004 dirigido e coescrito por Sergiu Nicolaescu. 
Foi selecionado como representante da Romênia à edição do Oscar 2005, organizada pela Academia de Artes e Ciências Cinematográficas.

## Elenco
- Sergiu Nicolaescu - Andrei Morudzi
- Gheorghe Dinica - Costache
- Dan Bittman - Andrei (jovem)